# Trebnje
Trebnje je město a správní středisko stejnojmenné občiny ve Slovinsku v Jihovýchodním slovinském regionu. Nachází se asi 43 km jihovýchodně od Lublaně. V roce 2019 zde trvale žilo 3 863 obyvatel.
Městem procházejí silnice 215, 448 a 651, blízko též prochází dálnice A2. Sousedními městy jsou Kočevje, Litija, Novo mesto, Sevnica a Višnja Gora.